# 蓝闪石
蓝闪石（英語：Glaucophane）是一種雙鏈矽酸鹽礦物，属于角闪石族的单斜角闪石亚族，化學式為 □Na2(Mg3Al2)Si8O22(OH)2，屬單斜晶系。硬度6~6.5，比重3.1~3.2。

## 名稱
藍閃石的名稱來自該礦物經典的藍色，其英文名稱來自希臘文「(glaukos)」（意為「天藍色」）和「(phainestai)」（意為「出現」），以該礦物作為主要成分的變質岩「藍片岩」也因為其顏色而得名。

## 形态
蓝闪石的晶体非常少见，一般为柱状或成聚片双晶。集合体一般呈放射状、纤维状。
常见灰蓝色、深蓝色至蓝黑色。

## 产状
藍閃石和硬柱石均爲藍色在藍片岩變質相中常見。 藍閃石通常形成于輝長岩或玄武岩成分的藍片岩變質岩或云母片岩中，是它们的特征矿物。這些變質岩相富含鈉，屬低溫-高壓變質產物，例如沿俯衝帶發生的變質作用 。